# 1981-es Formula–1 spanyol nagydíj
A spanyol nagydíj volt az 1981-es Formula–1 világbajnokság hetedik futama.

## Futam
| Helyezés | #  | Versenyző             | Csapat/Motor    | Körök | Idő/Kiesés oka  | Rajthely | Pontszám |
| -------- | -- | --------------------- | --------------- | ----- | --------------- | -------- | -------- |
| 1        | 27 | Gilles Villeneuve     | Ferrari         | 80    | 1:46:35,01      | 7        | 9        |
| 2        | 26 | Jacques Laffite       | Ligier-Matra    | 80    | + 0,22          | 1        | 6        |
| 3        | 7  | John Watson           | McLaren-Ford    | 80    | + 0,58          | 4        | 4        |
| 4        | 2  | Carlos Reutemann      | Williams-Ford   | 80    | + 1,01          | 3        | 3        |
| 5        | 11 | Elio de Angelis       | Lotus-Ford      | 80    | + 1,24          | 10       | 2        |
| 6        | 12 | Nigel Mansell         | Lotus-Ford      | 80    | + 28,58         | 11       | 1        |
| 7        | 1  | Alan Jones            | Williams-Ford   | 80    | + 56,58         | 2        |          |
| 8        | 22 | Mario Andretti        | Alfa Romeo      | 80    | + 1:00,80       | 8        |          |
| 9        | 16 | René Arnoux           | Renault         | 80    | + 1:07,08       | 17       |          |
| 10       | 23 | Bruno Giacomelli      | Alfa Romeo      | 80    | + 1:13,65       | 6        |          |
| 11       | 21 | Chico Serra           | Fittipaldi-Ford | 79    | + 1 kör         | 21       |          |
| 12       | 20 | Keke Rosberg          | Fittipaldi-Ford | 78    | + 2 kör         | 15       |          |
| 13       | 33 | Patrick Tambay        | Theodore-Ford   | 78    | + 2 kör         | 16       |          |
| 14       | 14 | Eliseo Salazar        | Ensign-Ford     | 77    | + 3 kör         | 24       |          |
| 15       | 28 | Didier Pironi         | Ferrari         | 76    | + 4 kör         | 13       |          |
| 16       | 17 | Derek Daly            | March-Ford      | 75    | + 5 kör         | 22       |          |
| HN       | 3  | Eddie Cheever         | Tyrrell-Ford    | 62    | Helyezés nélkül | 20       |          |
| Kiesett  | 25 | Jean-Pierre Jabouille | Ligier-Matra    | 51    | Fékek           | 19       |          |
| Kiesett  | 6  | Héctor Rebaque        | Brabham-Ford    | 46    | Váltó           | 18       |          |
| Kiesett  | 30 | Siegfried Stohr       | Arrows-Ford     | 43    | Gyújtás         | 23       |          |
| Kiesett  | 5  | Nelson Piquet         | Brabham-Ford    | 43    | Baleset         | 9        |          |
| Kiesett  | 15 | Alain Prost           | Renault         | 28    | Kicsúszás       | 5        |          |
| Kiesett  | 29 | Riccardo Patrese      | Arrows-Ford     | 21    | Fékek           | 12       |          |
| Kiesett  | 8  | Andrea de Cesaris     | McLaren-Ford    | 9     | Baleset         | 14       |          |
| NK       | 4  | Michele Alboreto      | Tyrrell-Ford    |       |                 |          |          |
| NK       | 31 | Beppe Gabbiani        | Osella-Ford     |       |                 |          |          |
| NK       | 9  | Slim Borgudd          | ATS-Ford        |       |                 |          |          |
| NK       | 35 | Brian Henton          | Toleman-Hart    |       |                 |          |          |
| NK       | 36 | Derek Warwick         | Toleman-Hart    |       |                 |          |          |
| NK       | 32 | Giorgio Francia       | Osella-Ford     |       |                 |          |          |

## A világbajnokság élmezőnyének állása a verseny után
| H  | Versenyzők        | Pont | H  | Konstruktőrök | Pont |
| -- | ----------------- | ---- | -- | ------------- | ---- |
| 1. | Carlos Reutemann  | 37   | 1. | Williams-Ford | 61   |
| 2. | Alan Jones        | 24   | 2. | Ferrari       | 26   |
| 3. | Nelson Piquet     | 22   | 3. | Brabham-Ford  | 25   |
| 4. | Gilles Villeneuve | 21   | 4. | Ligier-Matra  | 17   |
| 5. | Jacques Laffite   | 17   | 5. | Lotus-Ford    | 11   |
| 6. | Riccardo Patrese  | 10   | 6. | Arrows-Ford   | 10   |

## Statisztikák
Vezető helyen:
- Alan Jones: 13 (1-13)
- Gilles Villeneuve: 67 (14-80)

Gilles Villeneuve 6. győzelme, Jacques Laffite 7. pole-pozíciója, Alan Jones 10. leggyorsabb köre.
- Ferrari 81. győzelme.

Jean-Pierre Jabouille utolsó versenye.